# دانيال تاي ووركو
دانيال تاي ووركو (بالإنجليزية: Daniel Taye Workou)‏ (مواليد 6 يونيو 1969، برلين)، هُو مُخرج وكاتب سيناريو ومُنتج سينمائي ألماني إثيوبي.

## الأعمال
- 2005: سرقة السيارات (بالإنجليزية: Carjackin)‏ (فيلم قصير، كاتب/مُخرج).
- 2006: منجد (بالإنجليزية: Menged)‏ (فيلم قصير، كاتب/مُخرج).
- 2009: وينشت (بالإنجليزية: Woinshet)‏ (فيلم قصير، مُنتج مُنفذ).
- 2010: أين كلبي (بالإنجليزية: Where Is My Dog?)‏ (فيلم قصير، مُنتج مُنفذ).
- 2013: السنوات البرية (بالإنجليزية: The Wild Years)‏ (مُنتج مشارك).
- 2014: الوهج الخفي للظلال (بالفرنسية: L'éclat furtif de l'ombre)‏ (مُنتج مُنفذ).
- 2015: فتات (بالإنجليزية: Crumbs)‏ (مُنتج).[3]
- 2019: عيسى يُرشدك إلى الطريق السريع (بالإنجليزية: Jesus Shows You the Way to the Highway)‏ (مُنتج مُنفذ/مُنتج/مُمثل).[4]

## الجوائز والترشيحات
| السنة | حفل توزيع الجوائز                                | الجائزة        | الفيلم | النتيجة | مراجع |
| ----- | ------------------------------------------------ | -------------- | ------ | ------- | ----- |
| 2007  | المهرجان الأفريقي للسينما والتلفزيون في واغادوغو | أفضل فيلم قصير | منجد   | فوز     | [ 2 ] |

## وصلات خارجية
- دانيال تاي ووركو على قاعدة بيانات الأفلام على الإنترنت